# Höllenhof (Quedlinburg)

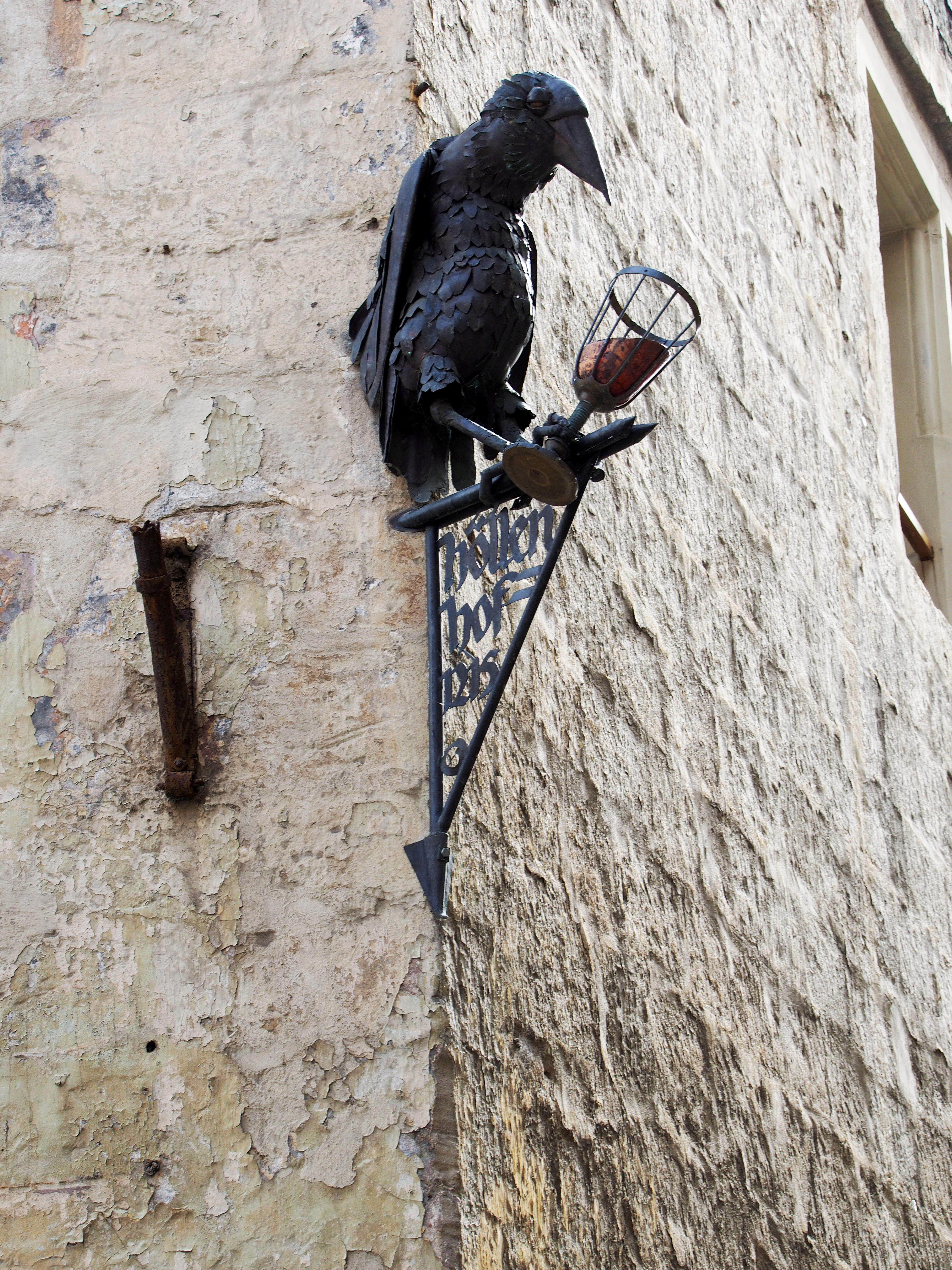
Nasenschild am Eingang zum Höllenhof

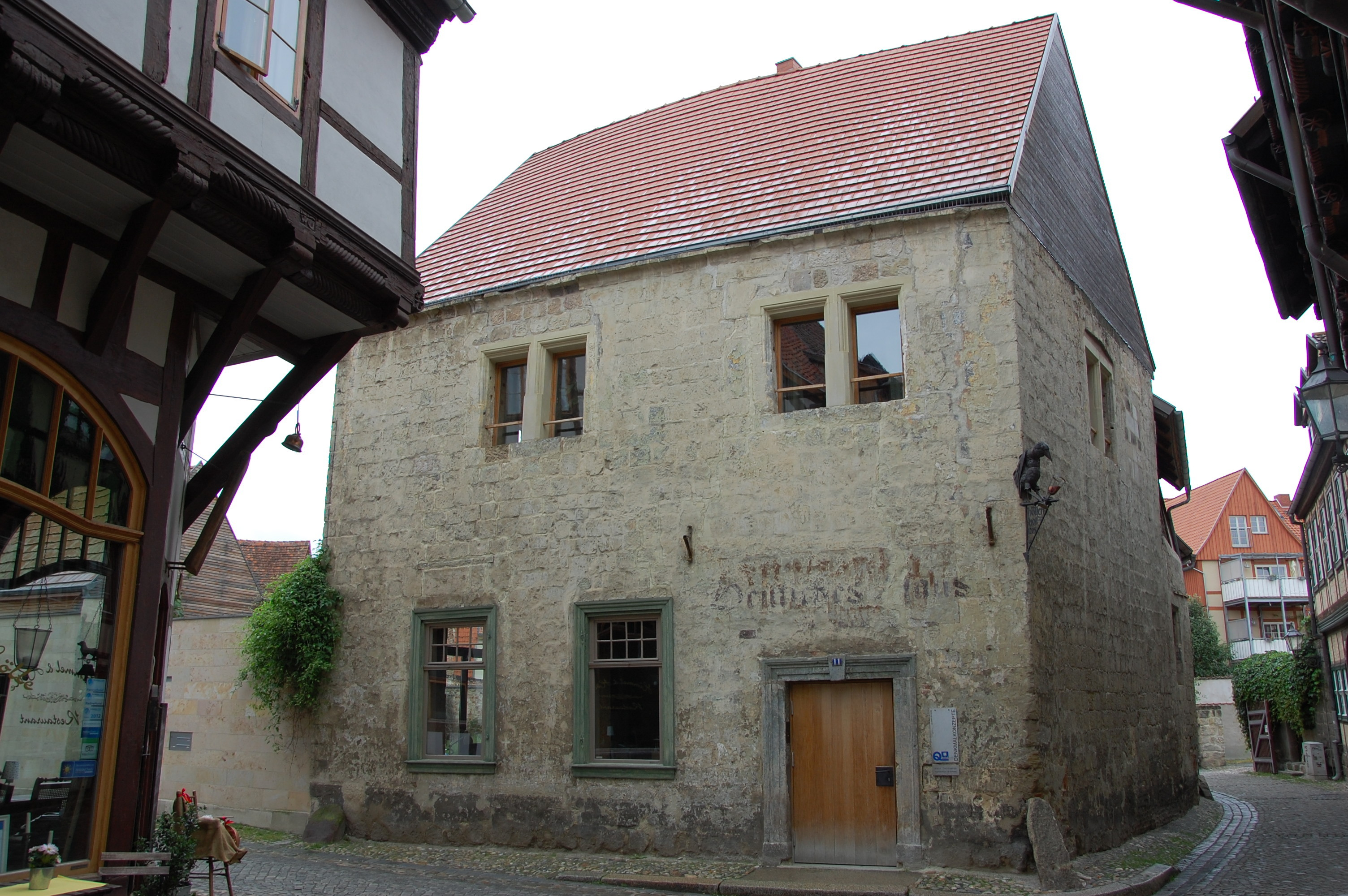
Höllenhof, nördlicher Gebäudeteil

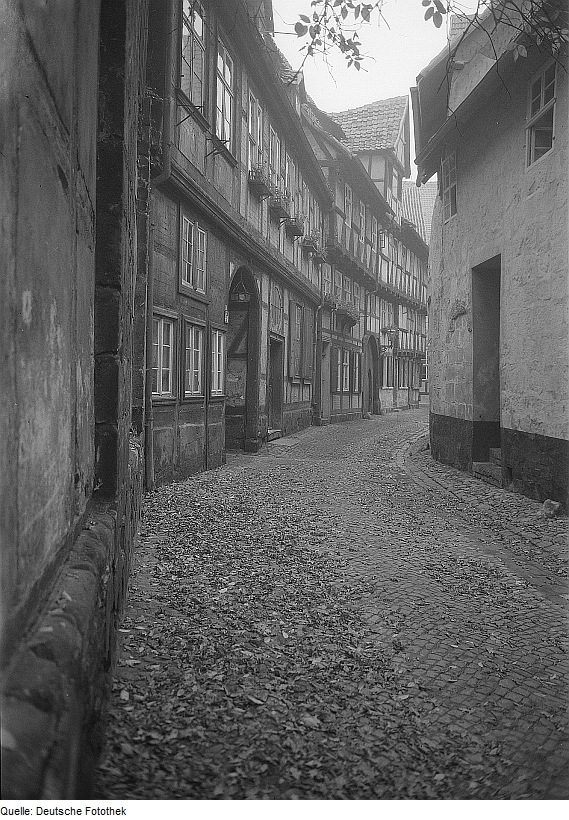
Rechts im Bild: südlicher Gebäudeteil, Aufnahme zwischen 1950 und 1977

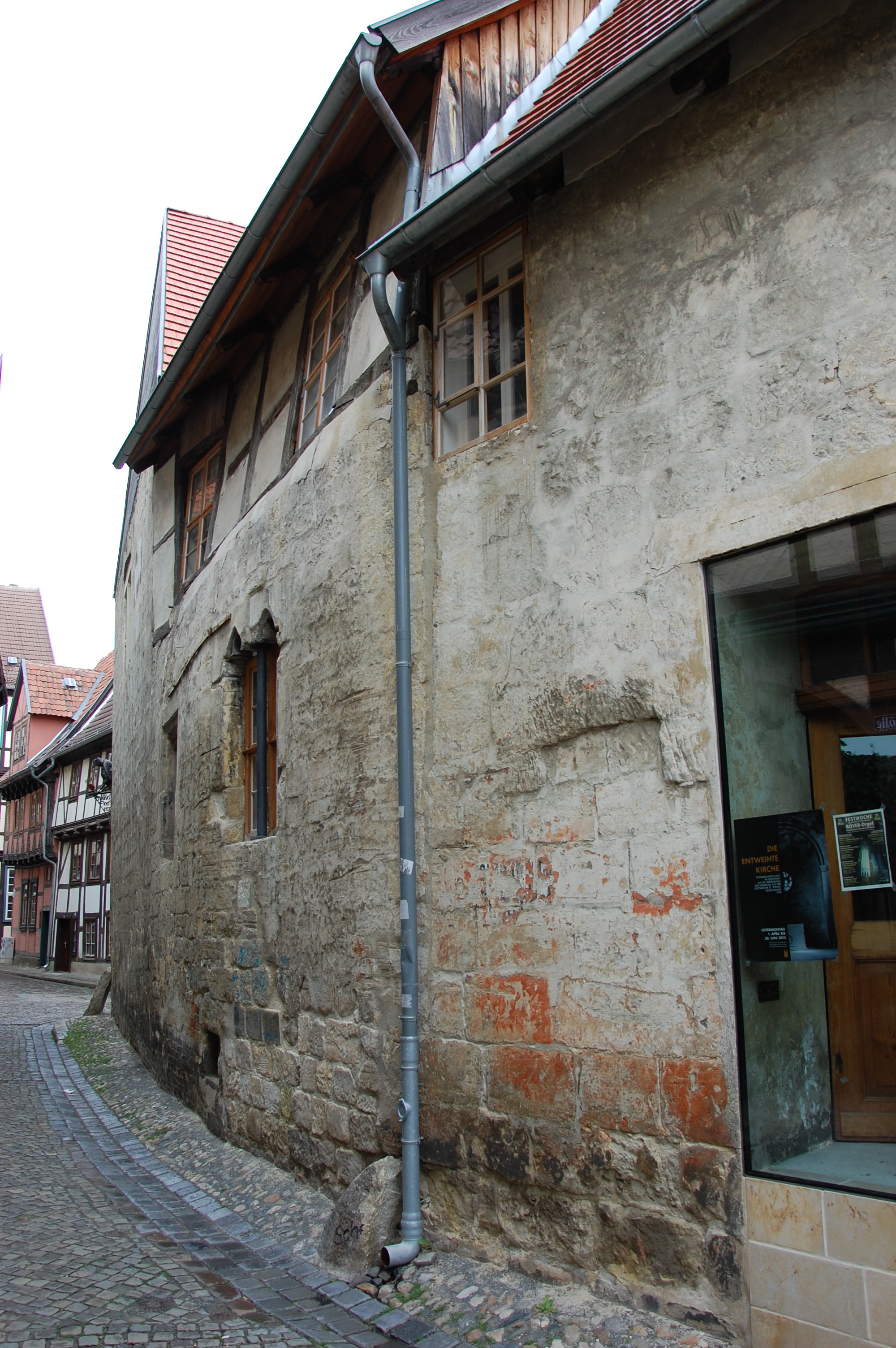
Westlich Fassade im Jahr 2013, mit kleiner, wohl auf einen ehemaligen Kaminschlot zurückgehenden Einbuchtung im Mauerwerk. Das Fachwerkobergeschoss im Mittelteil stammt von 1301 und ist das älteste erhaltene Fachwerk der Stadt.

Der Höllenhof ist ein denkmalgeschütztes Gebäude in der Stadt Quedlinburg in Sachsen-Anhalt.

## Lage
Er befindet sich östlich des Marktplatzes der Stadt an der Adresse Hölle 11 und gehört zum UNESCO-Weltkulturerbe. Im Quedlinburger Denkmalverzeichnis ist er als Wohnhaus eingetragen. Südlich grenzt das gleichfalls denkmalgeschützte Haus Hölle 12 an.

## Nutzungsgeschichte
Die Errichtung des Hauses erfolgte nach dendrochronologischen Untersuchungen in drei Abschnitten zwischen 1215 und 1301 und damit noch vor Fertigstellung der endgültigen Quedlinburger Stadtbefestigung.
In einer Urkunde aus dem Jahr 1233 soll sich die Erwähnung ...von einem Hof und ein Haus in der Pölle, die Hölle Infernus befinden, die man dem Höllenhof zuschreibt. Denkbar ist, dass es dem Gewandschneider Thankolf und seiner Ehefrau Swanhild gehörte.
Anfang des 16. Jahrhunderts diente das Anwesen als Unterkunft für die Bruderschaft domus Corporis Christi. Ebenfalls im 16. Jahrhundert war der kurfürstliche Stadtvoigt Friedrich Quenstedt Eigentümer des als Brauhof genutzten Hauses. Das Gebäude diente dann im 17. und 18. Jahrhundert häufiger Quedlinburger Stadtschreibern und Kämmerern als Wohnhaus. So lebte im Jahr 1610 der Stadtschreiber Jacobus Tham im Haus, das auch weiterhin noch als Brauhaus genutzt wurde. 1660 wohnte der Kämmerer Christian Maschau im Gebäude. In einem Verzeichnis aus dem Jahr 1685 wird der Kämmerer Lünzel als Besitzer angegeben und zugleich eine Abgabepflicht für Hafer an die Propstei aufgeführt. Für 1763 wird das Haus als Bortenwirkerei und Wohnhaus des Christian Friedrich Zinn genannt.
Ab dem 19. Jahrhundert war im Haus neben Wohnungen auch eine Gaststätte untergebracht. Im Jahr 1888 baute man auf dem Hof des Anwesens einen Saal, der ab 1909 als Kino diente. 1912 wurde das Kino als Kinosalon Fürstenhof – größtes und vornehmstes Lichtbildtheater Quedlinburgs beworben. 1893 wurde auf dem Hof ein Wirtschaftsgebäude in Fachwerkbauweise errichtet, dessen Gefache mit Ziegeln ausgemauert waren. Dieser Bau wurde 2002 wieder abgerissen. Noch bis Ende des 20. Jahrhunderts befanden sich im baufälligen Haus Wohnungen. Zuletzt bestand im Erdgeschoss noch ein Schulungsraum des Konsum.
Nach einer Sanierung in den Jahren 2005/07 ist das Gebäude Geschäftssitz des Architekturbüros qbatur. Das Obergeschoss wird zu Wohnzwecken genutzt.

## Architektur
Es handelte sich um ein repräsentatives bürgerliches Gebäude. Die massiven Außenmauern dürften Reste einer mittelalterlichen Eigenbefestigung sein. Es entstanden drei sich in Nord-Süd-Richtung entlang der Straße Hölle hinziehende massive Bauten, mit einer Gesamtlänge von 24 Metern. Es wird davon ausgegangen, das zunächst der südliche Teil und dann der nördliche Eckbau entstand. Etwas später kam dann der mittlere Bau dazwischen. Grabungen ergaben, dass der Bereich jedoch bereits vor dem 13. Jahrhundert schon besiedelt war, so konnten Scherben aus dem 12. Jahrhundert festgestellt werden.

### Südlicher Gebäudeteil
Der älteste südliche Bau steht mit seiner Traufe zur Straße und besteht aus verputzten Sandsteinquadern. Die im oberen Geschoss befindlichen Fensteröffnungen dürften noch bauzeitlichen Ursprungs sein. Eine kleine Einbuchtung in der westlichen Fassade wird als baulicher Rest eines außen entlangführenden Kaminschlotes gedeutet. Oberhalb der Stelle wurde mit Sandstein später neu vermauert. Im 19. Jahrhundert erfolgten Umbauten, die das heutige Erscheinungsbild der Fassade prägen. Zur Hofseite hin ist von der ursprünglichen Bausubstanz nur noch das zweischalige Sandsteinmauerwerk des Erdgeschosses erhalten. Insgesamt ist von der Bausubstanz der Bauzeit, es gab ursprünglich vier zweischalige Sandsteinaußenmauern, etwa die Hälfte erhalten.
Das Dach des Gebäudes wurde dendrochronologisch auf das Jahr 1295 datiert, dürfte jedoch trotz seines erheblichen Alters nicht das ursprüngliche bauzeitliche Dach sein.
Im Inneren des Hauses befindet sich im Erdgeschoss auf der Nordseite eine im 17. Jahrhundert eingefügte Schwarze Küche. Die Küche befindet sich in einem von vier auf Sandsteinpfeilern ruhenden Rundbögen gebildeten Raum. Unterhalb des Schlots sind die Bögen aus Ziegelsteinen mit den Maßen 27 mal 12 mal 8 cm gemauert. Oberhalb der Bögen kam Sandstein zur Anwendung, wobei angenommen wird das dieser Sandstein aus der abgerissenen nördlichen Außenwand des Südbaus stammt. 1893 wurde in einen Bogen der Küche eine Tür eingefügt. Ähnliche Schwarze Küchen finden sich in Quedlinburg in den Häusern Gildschaft 3 und Wassertorstraße 5. Unterhalb des Hauses befindet sich ein Gewölbekeller. Der heutige Abgang zum Keller wurde später hineingebrochen.
Südlich der Küche befindet sich ein weiterer Raum im Erdgeschoss des Hauses. Er verfügt über die älteste Bausubstanz des Anwesens und ist weitgehend original erhalten. Die Außenmauern sind ein Meter stark und bestehen aus zweischalig gesetztem Sandstein. In der Ostwand ist ein zum Teil vermauertes kleines romanisches Fenster zu erkennen. Die verrußten Deckenbalken konnten dendrochronologisch auf das Jahr 1215 datiert werden. Beim Abriss eines Nebengebäudes fand man in der Ostwand das Fragment einer attischen Säule, deren ursprüngliche Funktion jedoch unklar ist. Unter der Säule findet sich der Zirkelschlag eines Steinmetzes.
Das Obergeschoss diente ursprünglich wohl als repräsentativer Raum. Dafür sprechen neben den verhältnismäßig großen bauzeitlichen Fensteröffnungen auch die mit 2,40 Meter verhältnismäßig große Raumhöhe.

### Nördlicher Gebäudeteil
Die verputzte Fassade an der Nordseite des Gebäudes ist von der nicht axial erfolgten Anlage der Fenster und der Tür geprägt. Etwa zwei Drittel der Bausubstanz des Hauses stammen noch aus der Bauzeit in der zweiten Hälfte des 13. Jahrhunderts. So insbesondere die zweischaligen Sandsteinwände an Nord- und Westseite und die Balkenlagen im Erdgeschoss und im oberen Stockwerk. Der Ostgiebel und der Bereich der südlichen Traufe waren ursprünglich in Fachwerkbauweise errichtet. Hiervon sind heute nur Reste erhalten.
Im 18./19. Jahrhundert erfolgten Umbauten, die das Erscheinungsbild des Gebäudes bis um Anfang des 21. Jahrhunderts prägten. Von solchen späteren Umbauten stammen die Fenster des Erdgeschosses, aber auch die Eingangstür mit ihrem barocken aus Sandstein gefertigten Gewände. Der Mittelstein des Türgewändes ist in Keilform ausgeführt.
Am oberen Stockwerk finden sich Reste von Biforien. Ursprünglich waren die Fensteröffnungen im Stil der Frühgotik ausgeführt. Heute sind die Fenster in ihrer Renaissanceform gestaltet. Der Hauseingang ist von einem Gewände im Stil des Barock umgeben. Im Übrigen wurde das Haus im 18. Jahrhundert als Fachwerkhaus neugebaut. Die West- und Nordwand ist in massiver Bauweise aus zweischaligem Sandsteinquadermauerwerk errichtet. Der Zwischenraum zwischen den Schalen ist mit Mörtel und groben Steinen verfüllt.
Im Erdgeschoss verfügt das Gebäude über eine Geschosshöhe von 4 Metern. Anders als die anderen Gebäude des Höllenhofs hat der nördliche Gebäudeteil keinen Keller. Allerdings besteht, vermutlich bereits seit dem 14. Jahrhundert, über eine steinerne Treppe ein Zugang zum Keller des Mittelgebäudes. Der Kellerabgang ist als Rundbogen gestaltet. Die Mauerung der Türöffnung erfolgte durch mit einem Falz versehene Sandsteine in Form von Keilen. Bemerkenswert ist die Kellertür. Sie besteht aus vier Nadelholz-Bohlen und wird anhand ihrer Gestaltung auf das Ende des 15. Jahrhunderts datiert. An der Außenseite besteht ein Beschlag mit kleinteilig gestalteten Eisenplatten. Zum Teil sind auf den rot gestrichenen Bohlen Abdrücke von Eisenplatten zu erkennen, die heute nicht mehr bestehen. Diese fehlenden Beschläge waren in Form von Lilien und Distelblüten gestaltet.

### Mittlerer Gebäudeteil
Der in Fachwerkbauweise errichtete Mittelbau verbindet den nördlichen und südlichen Trakt. Er ist vollunterkellert und besteht nach dem Ergebnis einer dendrochronologischen Untersuchung bereits seit dem Jahr 1301. Im 17. Jahrhundert erfolgte ein Umbau. Hierbei entstand auch die Schwarze Küche. Das Erdgeschoss ist zur Westseite hin in massiver Bauweise aus ein- und zweischaligen Sandstein errichtet. Die östliche, hofseitige Fassade ist vollständig aus Fachwerk erstellt. Im Erdgeschoss besteht ein gotisches Gewände mit eingeschriebenem Dreipass. Etwas Vergleichbares findet sich in Quedlinburg nur am Haus Breite Straße 18. In der Westfassade des Erdgeschosses besteht ein rechteckiges Gewände aus Sandstein aus der Zeit des Frühbarock. Der mittlere Gebäudeteil verfügt nicht über eine Eingangstür von außen. Das Erdgeschoss war durch Bohlenwände in drei kleine Zimmer aufgeteilt. Die Deckenbalken waren im 17. Jahrhundert erneuert worden und greifen in die Spitze des gotischen Fenstergewändes ein. Sie erstrecken sich in Nord-Süd-Richtung und sind mit einem Strohlehmputz verkleidet.
Im Obergeschoss ist das Fachwerk von einer gleichmäßigen Ständerreihung geprägt. Die Gefache sind mit Lehmstaken verfüllt und tragen auf beiden Seiten einen Putz aus Strohlehm. Im Laufe des 19. und 20. Jahrhunderts erfolgten Ausbesserungen durch eine Vermauerung mit Ziegelsteinen. Die zur Hofseite bestehende Fachwerkwand wurde, wie auch im Erdgeschoss, im 17. Jahrhundert neu errichtet. Die Gefache wurden hier mit einem Geflecht aus Strohlehm verfüllt. Zur ursprünglichen farblichen Gestaltung konnte als Befund ein schwarzer Beistrich auf den Fachwerkständern festgestellt werden. Das Innere des Obergeschosses ist durch eine in Fachwerkbauweise im 18. Jahrhundert errichtete Wand in zwei Zimmer aufgeteilt.
Bedeckt ist das Haus mit einem Satteldach. Der Dachstuhl stammt noch aus der Bauzeit und bildet mit der Fachwerkaußenwand der Westfassade aus dem 14. Jahrhundert eine gemeinsame Konstruktion.
Der nur vom nördlichen Gebäudeteil erreichbare Keller, ist als Tonnengewölbe ausgeführt und nimmt in Ost-West-Richtung die gesamte Grundfläche des mittleren Gebäudeteils ein.
Östlich der Gebäude befindet sich ein großer Hof.

### Sanierung im 21. Jahrhundert
Anfang des 21. Jahrhunderts befand sich das Anwesen in einem baufälligen Zustand. Neben Bauschäden bestand ein Befall mit Echtem Hausschwamm. In den Jahren 2002/04 erfolgte zunächst eine Sicherung des Gebäudes. Zeitweise erfolgte bereits eine Nutzung für Ausstellungen und Veranstaltungen. 2005/07 erfolgte dann eine Sanierung durch das Architekturbüro qbatur, das im sanierten Gebäude dann seine Büros einrichtete. Im oberen Geschoss entstanden Wohnräume. Jüngere, aber vollständig baufällige Nebengebäude mussten abgerissen werden. Zur Straße hin wurde eine Sandsteinmauer mit Toreinfahrt neu errichtet, die sich in ihrer Gestaltung und mit einer Höhe von drei Metern an die historische Bausubstanz anlehnt. Zum Hof hin grenzt an diese Mauer ein neu errichtetes schmales Nebengebäude an. 2008 gewann das Projekt den 2. Preis des Bundespreises für Handwerk in der Denkmalpflege in Sachsen-Anhalt.